# بيتر تشارلز
بيتر تشارلز (بالإنجليزية: Peter Charles)‏ هو لاعب فروسية استعراضية ‏ بريطاني، ولد في 18 يناير 1960 في ليفربول في المملكة المتحدة.

## وصلات خارجية
- بيتر تشارلز على موقع أوليمبيديا (الإنجليزية)
- بيتر تشارلز على موقع اللجنة الأولمبية البريطانية (الإنجليزية)